# Kodriver-familien
Kodriver-familien (Primulaceae) er en stor familie med mange arter på hele den nordlige halvkugle (og nogle få på Ildlandet og Falklandsøerne). Det er flerårige urter med rosetstillede, som regel helrandede blade og regelmæssige blomster. Frugterne er kapsler med masser af frø. Her omtales kun slægter, der er repræsenteret ved arter, som er vildtvoksende eller dyrkede i Danmark.
| Slægter |

- Arve (Anagallis)
- Fjeldarve (Androsace)
- Evighedsbær (Ardisia)
- Conandrium
- Koris (Coris)
- Cortusa
- Alpeviol (Cyclamen)
- Gudeblomst (Dodecateon)
- Sandkryb (Glaux)
- Vandrøllike (Hottonia)
- Fredløs (Lysimachia)
- Myrsine
- Kodriver (Primula)
- Samel-slægten (Samolus)
- Alpeklokke (Soldanella)
- Skovstjerne (Trientalis)

Følgende slægter er nu (2009) iflg. APG III systemet atter optaget i denne familie: Anagallis, Ardisiandra, Asterolinon, Coris, Cyclamen, Glaux, Lysimachia, Pelletiera, Samula og Trientalis.